# Walter Züst
Walter Züst (* 14. Dezember 1931 in Wolfhalden) ist ein Schweizer Autor und Lokalhistoriker.

## Leben
Walter Züst wurde als Sohn eines Seidenwebers und Kleinbauern und als Zwillingsbruder von Ernst Züst in Wolfhalden in Appenzell Ausserrhoden geboren. Nach der Primarschule in Wolfhalden und der Sekundarschule in Heiden machte er eine Berufslehre als Kaufmann in Rheineck. 1955 heiratete er Frieda Sonderegger, das Paar hatte vier Kinder. Walter Züst wurde 1958 zum Gemeindeschreiber von Grub gewählt, dieses Amt versah er bis zu seiner Pensionierung 1995. Von 1975 bis 1980 war er zudem Mitglied des Kantonsrats von Appenzell Ausserrhoden.

## Lokalhistoriker
Schon in ihrer Schulzeit interessierten sich die Züst-Zwillinge für Chroniken und Urkunden. Das Entziffern der alten Schriften und ein Verständnis der historischen Sprache erlernten sie autodidaktisch. Beide haben sich bis ins hohe Alter mit Lokalhistorischem beschäftigt: Ernst Züst unter anderem als Gründer des Museums Wolfhalden, Walter Züst vor allem mit Publikationen. Er ist Mitverfasser der Gemeindegeschichten von Grub (1975) und Walzenhausen (1988). Ausserdem schrieb er eine Geschichte der appenzellischen Lesegesellschaften und Aufsätze über historische Themen für Zeitungen und Jahrbücher.

## Schriftsteller
In alten Akten stiess Walter Züst immer wieder auf Ereignisse, die sein Interesse weckten und die er gerne ausführlicher erzählen wollte. So zum Beispiel die Geschichte des Metzgermeisters Johann Ulrich Schläpfer, der 1862 als Raubmörder hingerichtet wurde. Es war die letzte Hinrichtung in Appenzell Ausserrhoden. Daraus entstand 1994 Züsts erster Roman Der Weg zum Richtplatz, in dem er die Lebensgeschichte Schläpfers und damit auch ein Stück Zeitgeschichte des 19. Jahrhunderts erzählt. Der Roman erhielt über die Ostschweiz hinaus Beachtung.
Züsts Romane basieren auf historisch verbürgten Fakten, die er in Archiven und auch an den Schauplätzen selbst recherchiert. Die Lücken dazwischen füllt er mit Fantasie auf. Im Zentrum der Bücher stehen einfache, bescheidene Leute aus dem Appenzeller Vorderland. Züst schildert ihre Zeit und die gesellschaftlichen Verhältnisse rund um das Ereignis, das schliesslich aktenkundig wurde.
Seit seiner Pensionierung betätigt sich Walter Züst vermehrt als Romanautor. 1998 erschien Die Dornesslerin über die Geschichte der Agatha Rohner aus Walzenhausen, die 1634 als Hexe verfolgt und verbrannt wurde. Der Roman war auch Vorlage für ein Bühnenstück, das der Dramatische Verein Oberegg 2022 mit grossem Erfolg aufführte. In Die Biologin von 2011 nahm Walter Züst einen Stoff der jüngeren Geschichte auf. Er kritisiert darin den Wachstumsglauben der letzten 50 Jahre, der zur Plünderung der natürlichen Ressourcen geführt hat. Sein achter und bisher letzter Roman, Die Weberbauern von 2019, galt erneut einem historischen Stoff aus dem Appenzeller Vorderland.

## Werke

### Historisches
- Mit Oskar Kleger: Grub: eine geschichtliche Darstellung. Schläpfer, Herisau 1975.
- Mit Ernst Züst und Peter Eggenberger: Chronik der Gemeinde Walzenhausen 1638–1988: 350 Jahre Kirche Walzenhausen. Gemeinde Walzenhausen 1988.
- Die appenzellischen Lesegesellschaften: das Leben der appenzellischen Lesegesellschaften am Beispiel der über hundertjährigen Geschichte der Lesegesellschaft Bissau, Heiden. Schläpfer, Herisau 1989.
- Die Mailänderfeldzüge. In: Appenzeller Kalender. Band 282, 2003, S. 70–73, verfügbar via E-Periodica.
- Das alte Rathaus in Trogen. In: Appenzeller Kalender. Band 288, 2009, S. 66–69, verfügbar via E-Periodica.

### Literarisches
- Der Weg zum Richtplatz: die letzte Hinrichtung im Appenzellerland. Löpfe-Benz, Rorschach 1994.
- Die Dornesslerin. Appenzeller Verlag, Herisau 1998.
- Die Bettlerjagd. Appenzeller Verlag, Herisau 1999.
- Der fromme Krieger. Appenzeller Verlag, Herisau 2002.
- Nervenfieber. Appenzeller Verlag, Herisau 2006.
- Mit einem Schlag. Historischer Kriminalroman. Appenzeller Verlag, Herisau 2008.
- Die Biologin. Appenzeller Verlag, Herisau 2011.
- Die Weberbauern. Appenzeller Verlag, Schwellbrunn 2019.